# Bento de Góis
Bento de Góis eller Goës, på kinesiska E Bendu, född omkring 1561 i Vila Franca do Campo på Azorerna i Portugal, död 11 april 1607 i Suzhou i Gansu i Kina, var en upptäcktsresande samt Indien- och Kinamissionär tillhörande jesuitorden, som bevisade att Kina och Marco Polos Cathay var ett och samma rike.

## Biografi
De Góis var först soldat i Indien, men 1584 blev han där medlem av jesuitorden, och sändes tillbaka till Europa för att utbildas till lekbroder. 1588 återvände han till Indien och blev missionär i Mogulriket. 1598 var han vid stormogul Akbars hov i Lahore, var så en tid i Goa och därefter i Agra. Därifrån bröt han upp den 29 oktober 1602 för att finna Cathay, förklädd till armenisk köpman under namnen Abdullah Isai och Banda Abdullah. Vägen gick via Lahore (8 december 1602), Yarkand (november 1603), Pamir, Turpan, Hami och Jiayuguan, och han kom den 22 december 1605 fram till den västra änden av den kinesiska muren i provinsen Gansu, vid staden Suzhou. Väl i Suzhou sände han bud till jesuitpatern Matteo Ricci i Beijing, som sände den infödde kinesiske lekbrodern Johannes Ferdinand till hans hjälp. När Johannes kom fram var emellertid de Góis redan svårt sjuk, och tio eller elva dagar efter hans ankomst dog broder Bento de Góis, den 11 april 1607.
Efter Bento de Góis resa ansågs det obestridligt bevisat att det land som Marco Polo kallade Cathay var Kina, och att staden Cambalik (eller Kambalucq) var Peking.